# Un si long chemin
Un si long chemin (titre original : The Long Road Home) est un roman écrit par Danielle Steel, paru aux États-Unis en 1998 puis en France en 1999.

## Synopsis
Gabriella Harrison dite « Gabbie », une enfant des années 1950, est victime de mauvais traitements de la part de sa mère, Eloise, qui explique qu'il s'agit de discipliner Gabriella parce qu'elle est mauvaise. Des coups fréquents gâchent sa vie. Son père,  assiste en spectateur à tous ces événements malveillants. Avant que Gabbie n'atteigne l'âge de treize ans, son père, fatigué de la violence constante de sa femme envers leur fille, part. Sa mère, comme toujours, accuse la méchanceté de Gabbie pour le départ de son père. Gabbie est alors renvoyée par sa mère dans un couvent pour y terminer son éducation . Gabriella décide de devenir une religieuse mais tombe amoureuse d'un prêtre, le père Joe Connors qui tourmenté par son péché se suicide, laissant seule Gabriella qui perd leur enfant dans une fausse couche et qui doit quitter le couvent pour le péché commis.
Dans la société, Gabbie est décidée à aller de l'avant et trouve un appartement où les locataires l'accueillent, notamment un vieux professeur. Gabbie trouve un emploi dans une pâtisserie, puis dans une librairie.
Gabbie rencontre un nouveau locataire, Steve Porter et finit par tomber amoureuse de lui. Il n'a pas de travail et s'avère être un escroc, recherché par la police pour avoir volé de l'argent. Responsable de la mort du professeur, Gabbie refuse de lui donner de l'argent et est battue finissant à l'hôpital où elle fait la connaissance du docteur Peter qui la soigne.
Gabbie rend visite à son père dans l'espoir d'obtenir des réponses mais celui-ci n'en donne aucune, si ce n'est qu'il était faible. Gabbie rend ensuite visite à son beau-père et à sa nouvelle femme, et  apprend que sa mère n'a jamais changé de comportement amer jusqu'à la fin jusqu'à ce qu'elle meure du cancer. Enfin, après avoir réalisé que ce n'était pas sa faute si ses parents ne l'ont jamais aimée, elle laisse tomber le passé et poursuit sa vie le médecin.

## Réception
Publishers Weekly a donné une critique défavorable au livre, en remarquant que « l'inévitable happy end, lorsqu'il arrive enfin, ne peut pas compenser un récit laborieux dépourvu de tout véritable suspense  ». La Kirkus Review a donné une critique similaire, en déclarant que « Steel part au combat pour une autre cause louable, mais ses bonnes intentions se perdent cette fois dans une mer de mélodrame ».